# Греміц
Греміц (нім. Grömitz) — громада в Німеччині, розташована в землі Шлезвіг-Гольштейн. Входить до складу району Східний Гольштейн.
Площа — 51,08 км2. Населення становить 7180 ос. (станом на 31 грудня 2020).